# STFU (Neck Deep)
STFU (Shut The Fuck Up) è un singolo del gruppo musicale gallese Neck Deep, pubblicato il 26 maggio 2022. È il primo singolo pubblicato senza un'etichetta e senza il batterista Dani Washington.

## Tracce
Testi e musiche di Neck Deep.
1. STFU – 2:52

## Video musicale
Il video musicale è stato diretto da Max Moore e presentato il 25 maggio 2022 attraverso una première su YouTube.

## Formazione
- Ben Barlow – voce
- Sam Bowden – chitarra, cori
- Seb Barlow – basso
- Matt West – chitarra